# Otherwise-priset
Otherwise-priset, tidigare kallat James Tiptree, Jr.-priset, är ett litterärt pris som går till science fiction- eller fantasyverk som har utvidgat eller utforskat förståelsen för genus. Priset, som instiftades 1991, var ursprungligen uppkallat efter Alice Sheldon, som använde pseudonymen James Tiptree, Jr. för mycket av sin science fiction.
Priset bytte namn 13 oktober 2019, på grund av den diskussion som uppstått om Alice Sheldons och hennes makes död, där Sheldon 1987 tog livet av sin make i vad vissa såg som en självmordspakt och andra som ett mord.

## Pristagare
- Retroaktiva pris:
  - Motherlines och Walk to the End of the World av Suzy McKee Charnas;
  - The Left Hoch of Darkness av Ursula K. Le Guin;
  - The Female Man och "When It Changed" av Joanna Russ
- 1991: A Woman of the Iron People av Eleanor Arnason, och White Queen av Gwyneth Jones
- 1992: China Mountain Zhang av Maureen F. McHugh
- 1993: Ammonite av Nicola Griffith
- 1994: "The Matter of Seggri" av Ursula K. Le Guin och Larque on the Wing av Nancy Springer
- 1995: Waking The Moon av Elizabeth Hoch och The Memoirs Of Elizabeth Frankenstein av Theodore Roszak
- 1996: "Mountain Ways" av Ursula K. Le Guin, och The Sparrow av Mary Doria Russell
- 1997: Black Wine av Cochas Jane Dorsey och "Travels With The Snow Queen" av Kelly Link
- 1998: "Congenital Agenesis of Gender Ideation" av Raphael Carter
- 1999: The Conqueror's Child av Suzy McKee Charnas
- 2000: Wild Life av Molly Gloss
- 2001: The Kappa Child av Hiromi Goto
- 2002: Light av M. John Harrison och "Stories for Men" av John Kessel
- 2003: Set This House In Order: A Romance Of Souls av Matt Ruff
- 2004: Camouflage av Joe Haldeman och Not Before Sundown av Johanna Sinisalo
- 2005: Air av Geoff Ryman
- 2006: The Orphan's Tales: In the Night Garden av Catherynne M. Valente och Half Life av Shelley Jackson, med särskilt omnämnande av Julie Phillips biografi om James Tiptree, Jr., James Tiptree, Jr.: The Double Life of Alice B. Sheldon
- 2007: The Carhullan Army av Sarah Hall
- 2008: The Knife of Never Letting Go av Patrick Ness och Filter House av Nisi Shawl
- 2009: Cloud and Ashes: Three Winter's Tales av Greer Gilman och Ōoku: The Inner Chambers av Fumi Yoshinaga
- 2010: Baba Yaga Laid an Egg av Dubravka Ugresic
- 2011: Redwood and Wildfile av Andrea Hairston